# Агазаде, Фархад Рагим оглы
Фархад Рагим оглы Агазаде (азерб. Fərhad Rəhim oğlu Ağazadə; 12 августа 1880, Шуша — 4 января 1931, Баку) — азербайджанский педагог, языковед, журналист.

## Биография
Фархад Агазаде окончил Горийскую семинарию (1900), занимался педагогической деятельностью в Баку, Шуше, Гяндже и Хачмасе. Длительное время поддерживал дружеские и творческие связи c Узеиром Гаджибековым. Участвовал в культурно-просветительских мероприятиях Бакинского мусульманского просветительного общества «Ниджат», активно сотрудничал вместе с Узеиром Гаджибековом в газетах «Хаят», «Иршад», а также в составлении школьных программ и учебников. Узеир Гаджибеков опубликовал в газете «Тарагги» рецензию на учебник Агазаде «Второй год» (1907), составленный им совместно с несколькими преподавателями. В 1909—1918 преподававший в школе «Саадат» Агазаде неоднократно напоминал работавшему вместе с ним Узеиру Гаджибекову наказ Гасан-бека Зардаби создать крупномасштабное музыкальное произведение. В 1918—1920 сотрудничал вместе с Узеиром Гаджибековым в газете «Азербайджан». В воспоминаниях супруги Агазаде Говхар ханум («Азербайджан гадыны», 1969, .№ 2) подчеркивается семейный характер их дружбы.

## Публикации
- Ф. Агазаде, К. Каракашлы. Oчерк по истории развития движения нового алфавита и его достижения. — Казань, Издание ВЦКНТА, 1928.
- Ф. Агазаде. История возникновения и проникновения в жизнь идеи нового тюркского алфавита в АССР. С 1922 по 1925 год. — Баку, Издание КНТА, 1926.
- Первый Всесоюзный Тюркологический съезд 26 февраля — 5 марта 1926 (стенографический отчет). — Баку, АССР, 1926.
- Ф. Агазаде. Материалы по унификации проектов нового тюркского алфавита. — Баку, Издание ВКНТА, 1927.